# Louis Revault
Pour les articles homonymes, voir Revault.
Louis Revault né le 16 septembre 1866 à Paris et mort le 5 octobre 1950 à Soustons (Landes) est un homme politique français.

## Biographie
Fils de Louis Félix François Revault, négociant, et de Mathilde Florentine Élisa Lobrichon, son épouse, Louis Revault naît dans le 10e arrondissement de Paris le 16 septembre 1866.
Issu d'une famille de cultivateurs, il fait des études de sciences et de lettres au collège Rollin à Paris puis devient employé dans une entreprise d'import-export au Brésil jusqu'en 1889, date à laquelle un coup d'État renverse l'Empire. Il revient alors en France et fonde une chocolaterie.
En 1898, il épouse à Paris Laura Le Roux, artiste peintre et fille du peintre Louis Hector Leroux.
Conseiller de municipal de Dun-sur-Meuse en 1912, il est député de la Meuse de 1914 à 1924, inscrit au groupe des Républicains de gauche, puis à la Gauche républicaine démocratique. Il participe à la Première Guerre mondiale en tant que volontaire dès octobre 1914 comme officier d'artillerie, tout en participant aux débats à la Chambre.

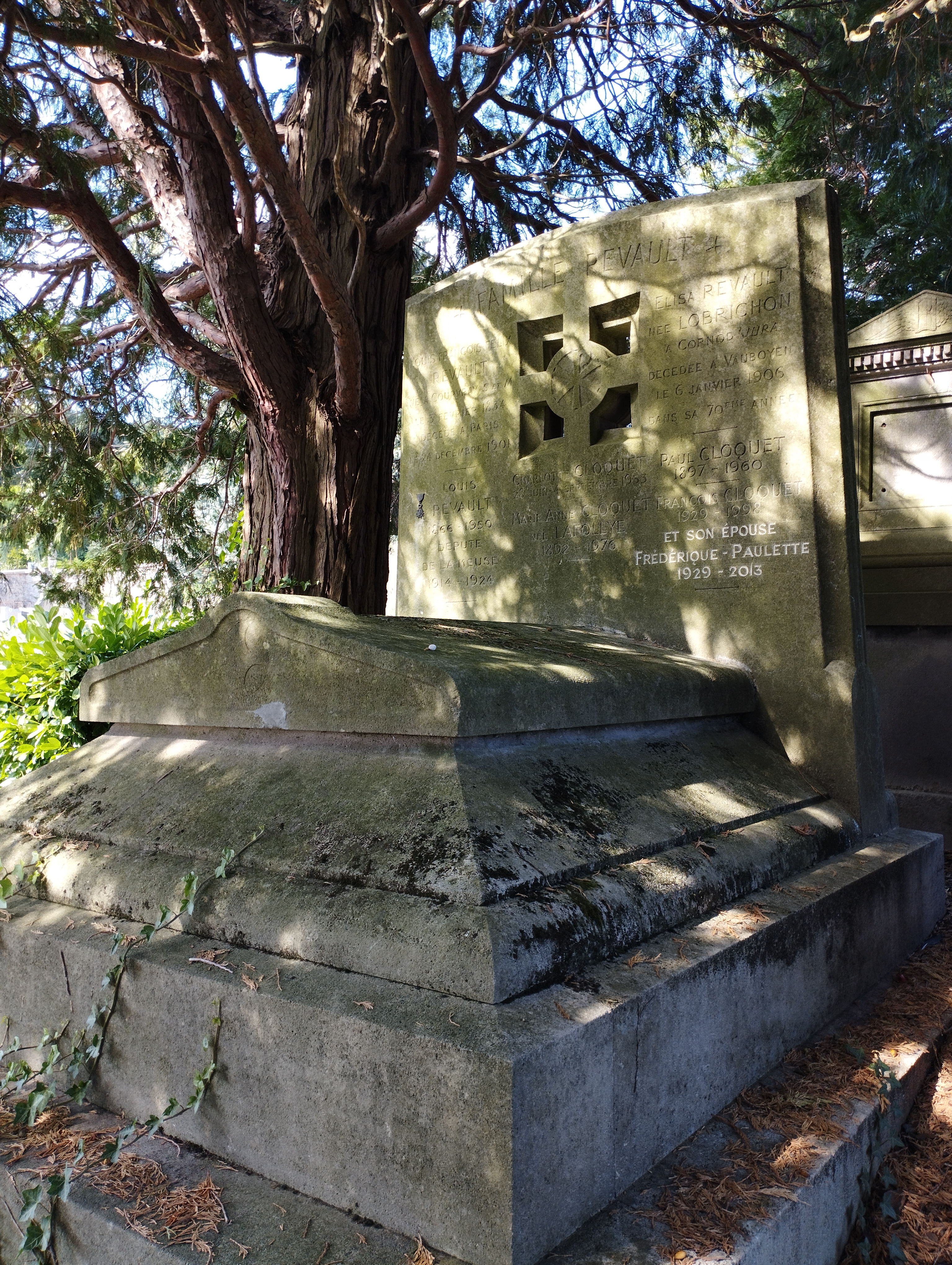
Tombe de Louis Revault au cimetière de Bièvres.

Il dépose un ordre du jour hostile au gouvernement Briand V le 7 décembre 1916 et veut placer les chefs militaires directement sous le gouvernement. Le 18 décembre 1918, il demande plus de souplesse pour le rempli des indemnités de guerre.
Principal actionnaire du Bulletin meusien à Montmédy, Revault est réélu en 1919 sur la liste d'union meusienne conduite par André Maginot. Il entre aussi au conseil général du canton de Dun-sur-Meuse, mais est battu dès 1922. Il annonce sa retraite politique, mais se présente finalement aux sénatoriales en 1923 dans l'arrondissement de Montmédy à l'issue desquelles il est battu par Georges Lecourtier. Membre du Conseil supérieur de l'agriculture et de l'Office agricole départemental, il ne se représente pas en 1924 et quitte la vie publique.
Remarié en 1938 après le décès de sa première femme deux ans plus tôt, il meurt le 5 octobre 1950 à Soustons,. Il est inhumé au cimetière de Bièvres (Essonne).